# استان بوجدور
استان بوجدور (به فرانسوی: Province de Boujdour) یک استان در مراکش است که در منطقه العیون–ساقیةالحمرا واقع شده‌است.